# Monotremata
Os monotremados (Monotremata) constituem uma ordem de mamíferos que põem ovos, diferindo significativamente com os modos reprodutivos de marsupiais e placentários. Eles retêm muitas características de seus ancestrais terapsídeos, porém apresentam várias características mamíferas importantes, como a presença de pelos, coração tetracameral, três ossículos auditivos e glândulas mamárias com produção de leite. Encontrados na Austrália, Tasmânia e Nova Guiné, os monotremados provavelmente originaram-se durante o Mesozoico, quando se separaram da vertente dos térios. Compreendendo duas famílias, três gêneros e cinco espécies viventes, esta ordem constitui uma das mais distintas entre os mamíferos atuais.

## Classificação e evolução

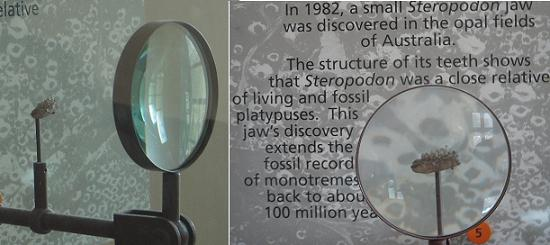
Mandíbula do Steropodon em exibição no Museu Americano de História Natural, em Nova Iorque.

Vários nomes ordinais têm sido usados para os monotremados, entre estes, Ornithodelphia de Blainville, 1834, e Monotremata Bonaparte, 1837, são os mais comumente utilizados, e entre estes, Monotremata têm sido preferível ao seu antecessor por ser de uso mais comum tanto na forma científica quanto na vernácula. A ordem Monotremata é tradicionalmente inserida na subclasse Prototheria, que durante as décadas de 1960 e 1970 incluiu diversas ordens fósseis, como a Docodonta, Triconodonta e Multituberculata, entretanto, estudos posteriores demonstraram que este arranjo taxonômico era parafilético. Arranjos filogenéticos do início da década de 2000 incluíram a ordem no clado Australosphenida, posteriormente referido como uma subclasse. Em 2008, uma nova análise filogenética demonstrou que este clado era polifilético, uma vez que a Ausktribosphenida está agrupada com a Theria, não tendo qualquer relação com a Monotremata.
Arranjo sistemático:
- Ordem Monotremata[nota 2] Bonaparte, 1837

- - Família incertae sedis

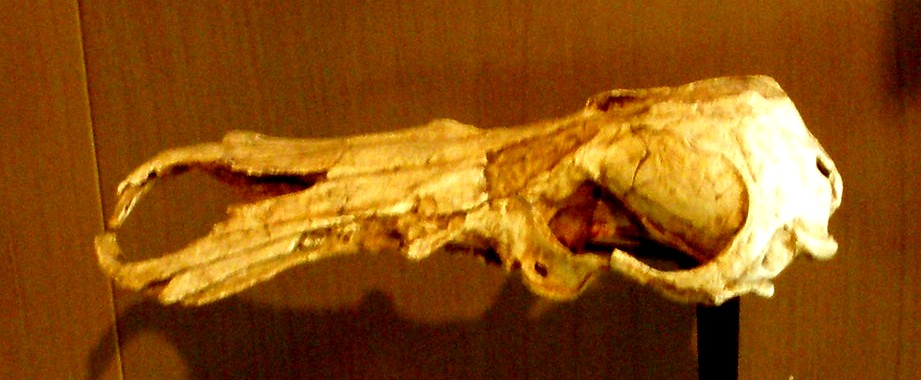
Crânio do Obdurodon dicksoni exposto no Museu Americano de História Natural, Nova Iorque

    - Gênero †Kryoryctes Pridmore, Rich, Vickers-Rich & Gambaryan, 2005
      - †Kryoryctes cadburyi Pridmore, Rich, Vickers-Rich & Gambaryan, 2005

  - Família †Kollikodontidae[nota 3] Flannery, Archer, Rich & Jones, 1995
    - Gênero †Kollikodon Flannery, Archer, Rich & Jones, 1995
      - †Kollikodon ritchiei Flannery, Archer, Rich & Jones, 1995

  - Família †Steropodontidae [nota 4] Archer, Flannery, Ritchie & Molnar, 1985
    - Gênero †Steropodon Archer, Flannery, Ritchie & Molnar, 1985
      - †Steropodon galmani Archer, Flannery, Ritchie & Molnar, 1985

    - Gênero †Teinolophos Rich, Vickers-Rich, Constantine, Flannery, Kool & van Klaveren, 1999
      - †Teinolophos trusleri Rich, Vickers-Rich, Constantine, Flannery, Kool & van Klaveren, 1999

  - Família Ornithorhynchidae Gray, 1825
    - Gênero Ornithorhynchus Blumenbach, 1800
      - Ornithorhynchus anatinus (Shaw, 1799)

    - Gênero †Obdurodon Woodburne & Tedford, 1975
      - †Obdurodon dicksoni Archer, Jenkins, Hand, Murray & Godthelp, 1992
      - †Obdurodon insignis Woodburne & Tedford, 1975

    - Gênero Monotrematum Pascual, Archer, Ortiz, Jaureguizar, Prado, Godthelp & Hand, 1992
      - †Monotrematum sudamericanum Pascual, Archer, Ortiz, Jaureguizar, Prado, Godthelp & Hand, 1992

- - Família Tachyglossidae Gill, 1872
    - Gênero Tachyglossus Illiger, 1811
      - Tachyglossus aculeatus (Shaw, 1792)

    - Gênero Zaglossus Gill, 1872

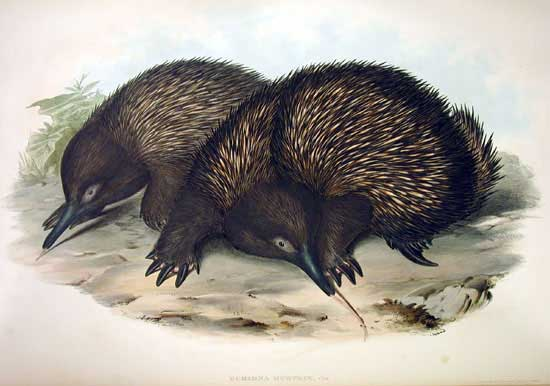
Exemplares de Tachyglossus aculeatus em ilustração de John Gould para o livro Mammals of Australia (1849-1861).

      - Zaglossus attenboroughi Flannery & Groves, 1998
      - Zaglossus brujini (Peters & Doria, 1876)
      - Zaglossus bartoni Thomas, 1907
      - †'Zaglossus' hacketti[nota 5] (Glauert, 1914)

    - Gênero †Megalibgwilia Griffiths, Wells & Barrie, 1991
      - †Megalibgwilia robusta (Dun, 1986)
      - †Megalibgwilia ramsayi[nota 6] (Owen, 1884)

Os monotremados provavelmente originaram-se na Austrália durante o Mesozoico e se espalharam para a América do Sul via Antártica no final do Cretáceo. Estudos moleculares sobre o tempo de divergência entre Prototheria-Theria sugerem que a divisão ocorreu no Triássico Superior, a aproximadamente 220 milhões de anos, com uma variação entre 237 e 204. Os tempos de divergência moleculares são, em geral, mais antigos que as evidências paleontológicas estabelecidas. O mais antigo monotremado conhecido data do Cretáceo Inferior, com aproximadamente 120 milhões de anos. Entretanto, novas análises de materiais fósseis fragmentados sugerem que o mais antigo monotremado data de 200 milhões de anos, aproximando-se com as datas moleculares. O registro fóssil do grupo é relativamente escasso. Três formas são conhecidas do Mesozoico, todas do Cretáceo, Steropodon, Kollikodon e Teinolophos. Na América do Sul, uma única forma foi descrita, Monotrematum sudamericanum, do Paleoceno Inferior da Patagônia, Argentina. Os demais monotremados fósseis descritos datam do Mioceno, Oligoceno e Pleistoceno.

## Desenvolvimento[26]
Em 1834, Sir Richard Owen sugeriu que a reprodução em monotremados e marsupiais femininos pode ser comparada com o visto em certos vertebrados sauropsídeos. Meio século depois, Caldwell e Haacke relataram independentemente 1884 que os monotremados colocaram ovos cleidoicos e que o vitelo exibiu clivagem meroblástica comparável à dos vertebrados sauropsídeos (Caldwell, 1887; Haacke, 1895)

### Desenvolvimento intrauterino
O processo da morfogênese intrauterina de estruturas embrionárias definitivas, assim como membranas extraembrionárias é suficientemente similar em ornitorrincos e equidnas para não se precisar de uma descrição separada. O organismo que é mais bem conhecido nesse aspecto é Zaglossus.
Os estágios iniciais de clivagem do zigoto monotremato geraram blastômeros com paredes celulares incompletas através do sulco meroblástico da superficie e disco embrionário espessado. Subsequente divisões mitóticas geram um  minúsculo blastodisco celular que começa a investir a gema e vitelo não dividido por divisões mitoticas periféricas. Isso é a clivagem meroblástica incompleta, uma característica achada somente no taxon dos monotremados compartilhada com vertebrados submamários amnióticos, como evidenciado em espécies aviárias e reptilianas. Em monotremados como nas espécies aviárias, uma coluna de esferas de gema mais finas se estende embaixo do blastodisco embrionário em direção ao centro do vitelo gemado.
A clivagem precoce cria um blastoderma celular que é separado da gema não clivada; há uma estrutura extra-embrionária chamada anel germinativo não visto em embriões de mamíferos; o blastoderma de múltiplas camadas se dilui em uma única estrutura em camadas, e esse processo parece envolver a migração de células para dentro do embrião, que se parece com a delaminação de répteis.
Todo o blastodisco embrionário permanece mitoticamente ativo enquanto se espalha perifericamente para superficialmente investir no vitelo gemado subjacente. Dessa forma, a região central e mais antiga do blastodisco exibe espessamento multicelular e os pequenos blastômeros adquirirem membranas celulares completas. Blastômeros na zona de progresso periférico de espalhamento continuam a exibir membranas celulares incompletas. Assim, o blastodisco torna-se uma estrutura espessada lenticulada de cerca de seis a sete blastômeros em a espessura centralmente. Esferas de gema são incorporadas no citoplasma das células mais profundas do blastodisco, bem como vitelócitos migratórios sub discos que formam um anel germinal marginal da zona de progresso do blastodisco.
O disco embrionário inicial com cerca de 1,4 mm de diâmetro em Tachyglossus começa a dar origem a uma população discreta de células embrionárias endodérmicas prospectivas menores por mitose e migração dentro do corpo principal do embrião disco embrionário. Desta forma, uma população mais profunda de potenciais células endodérmicas começa a ser gerada e é posteriormente incorporada ao blastoderma embrionário superficial como ele se dilui para formar uma camada unilaminar mista  tanto de  prospectivas células endodérmicas e ectodermicas. O disco embrionário proliferante continua a ocupar uma proporção extremamente pequena da superfície vitelínica e o vitelo ainda não se expandiu além do seu diâmetro original de cerca de 4,0 mm. Absorção de nutrientes uterínicos endometriais através da casca não é ainda tão expresso pela expansão dimensional do ovo em desenvolvimento.
O contorno periférico quase circular do blastoderma de um embrião de equidna expandiu para um diâmetro de cerca de 2,7 mm e exibe uma borda blastodérmica bem definida. O blastoderma nesta fase é unilaminar em toda a sua extensão e está intimamente associado com a superfície inferior da camada zona-albumina que é presumivelmente formado pela fusão da zona pelúcida com a cobertura de glicoproteína suprajacente. O blastoderma unilaminar nesta fase consiste de células ectodérmicas prospectivas, bem como aumentando números de células endodérmicas primitivas que ainda não começaram a formação de um interior camada endodérmica.
A região marginal do blastodisco em expansão consiste em um pequeno número de vitelócitos que contenham pequenas esferas da gema no seu citoplasma. O diâmetro da casca do ovo preservado é de 5,5 mm. O vitelo dentro a concha parcialmente dissecada (SH) mede cerca de 3,85 mm de diâmetro e, consequentemente, não exibe aumento significativo de tamanho quando comparado diâmetro aproximado de 4 mm dos estágios iniciais de desenvolvimento.
O blastoderma bilaminar está prestes a começar sua segregação de seu unilaminar estabelecido predecessor e, de acordo com Flynn e Hill ('47), os eventos mitóticos e migratórios ontogenéticos levando ao estabelecimento do embrião bilaminar disco de ectoderme e endoderme são surpreendentemente semelhante em ambos os monotremados e marsupiais. Em monotremados, a camada superficial da ectoderme blastodérmica e subsequentemente segregado mais profundamente camada de endoderma blastodérmica ambos completamente alcançar o invólucro migratório da vitelina massa pelo estágio final do período pré-primitivo. Neste tempo de fechamento completo da massa de gema, o diâmetro total da vesícula blastodérmica bilaminar em Tachyglossus mede cerca de 5,4 mm (Luckett,
77). A formação do blastoderma completo vesícula marca o início de um período de aceleração absorção de nutrientes endometriais uterinos como evidenciado pela expansão subseqüente marcada de o diâmetro total do vitelo. Em marsupial espécies, o blastocisto unilaminar se expande antes o estágio bilaminar é alcançado (Hughes, '84). No entanto, em ambos os monotremados e marsupiais, o grande expansão nas membranas extra-embrionárias ocorre após a formação do primitivo fase de raia.
A geração em monotremados do terceiro primário camada germinativa embrionária, o mesoderma, é marcado pela formação de um espessamento linear central de células riscadas primitivas na superfície do disco embrionário. O comprimento total do curvo traço primitivo é de 6,86 mm (Fig. 3) e a diâmetro do ovo intrauterino quando coletado foi de 9 mm. Os nutrientes uterinos do endométrio são agora sendo rapidamente absorvido através da membrana da casca, único entre os vertebrados amnióticos por sua capacidade esticar. A linha primitiva é o local de geração de asas bilaterais de células mesodérmicas que migram entre as camadas ectodérmico e o endoderma, com exceção do presumível projeção rostral para a região da cabeça futura e a suposta membrana cloacal no caudal extremidade da futura região da cauda embrionária.
A fase de raia primitiva em monotremados é alcançada em um momento desconhecido durante a gestação intra-uterina, mas é presumido provisoriamente em cerca de três dias antes da implantação do ovo intrauterino. Um espessamento, o nó primitivo, no final rostral da linha primitiva especifica o futuro head end da área embrionária e desta forma designa o eixo embrionário rostro-caudal. O medial posicionamento da linha primitiva dentro de um delineadora de área embrionária definitiva em forma de chinelo os lados direito e esquerdo do futuro bilatera campos organogênicos.
A linha primitiva consequentemente inicia o posicionamento embrionário axial bem como especificando e iniciando a programação de estruturas embrionárias definitivas. É de interesse note que a linha primitiva em monotremados como a dos marsupiais se desenvolve dentro de um embrião área como parte da parede superficial do saco vitelino, um característica também compartilhada com aves e répteis. Em monotremados um umbigo gema caracterizado por endodérmica infolding, marca o pólo abembrionário do saco vitelínico e é descrito por Flynn e Hill ('47)
Em um estágio muito primitivo, o notocordal primordial, com um papel focal no futuro organogenético programação, formas como rostralmente poço em proliferação que surge dos aspectos mais profundos do nó primitivo. Como em outros vertebrados amniotas, o primordia das dobras neurais e os somitos paraxiais concomitantemente desenvolvidos estão entre o primeiro órgão primordial definitivo do monotrema embrião que diferenciam imediatamente rostral para a região do nó primitivo do primitivo à risca.
O embrião definitivo está situado dentro uma área embrionária de forma oval de cerca de 22 mm x 11 mm e as curvas do embrião em torno da superfície de o saco vitelino esférico distendido por uma distância de cerca de 13,7 mm. Um formato de pêra relativamente estreito região em crescente do saco vitelino translúcido, dentro do área embrionária mais ampla, envolve a placa do cérebro e região somítica do embrião propriamente dito. Isto é o local de formação da projeção. O embrião adequada consiste em uma placa de cérebro espatulado achatada com um comprimento e uma largura de 4,7 mm e 4,0 mm, respectivamente, e ainda não está dividido em primórdios das três vesículas cerebrais primárias. Dois pequenas saliências cônicas laterais, um pouco à frente
do meio da placa do cérebro, constituem o potencial primórdia ganglionar posterior do trigêmeo posterior para ser expressa como placas do cérebro trigeminal que pelo nesta fase imediatamente sobre o prospectivo expandido região da ponte do cérebro posterior. A expressão inicial desses primórdios ganglionar trigeminal facilitar um longo perfil de desenvolvimento necessário alcançar um grau rudimentar de sensorial e competência motora associada ao imediato período de pré-eclosão. A formação inicial do trigêmeo primordia ganglionar também é característica de espécies marsupiais (Hughes et al., '89). A placa cerebral se estreita em sua extremidade caudal, que no nível do primeiro par dos cinco somitos, a largura do embrião é de cerca de 2,2 mm. UMA proeminente faixa primitiva de 5,6 mm de comprimento é localizado dentro do mesoderma distal ao último par de somitos. Dois pequenas saliências cônicas laterais, um pouco à frente do meio da placa do cérebro, constituem o potencial primórdio ganglionar posterior do trigêmeo posterior para ser expressa como placas do cérebro trigeminal que pelo nesta fase imediatamente sobre o prospectivo expandido região da ponte do cérebro posterior. A expressão inicial desses primórdios ganglionar trigeminal facilitar um longo perfil de desenvolvimento necessário alcançar um grau rudimentar de sensorial e competência motora associada ao imediato período de pré-eclosão. A formação inicial do trigêmeo primordia ganglionar também é característica de espécies marsupiais (Hughes et al., '89). A placa cerebral se estreita em sua extremidade caudal, que no nível do primeiro par dos cinco somitos, a largura do embrião é de cerca de 2,2 mm. Uma proeminente faixa primitiva de 5,6 mm de comprimento é localizado dentro do mesoderma distal ao último par de somitos.